# 250374 Jírovec
(250374) Jírovec, denumire internațională (250374) Jirovec, este un asteroid din centura principală de asteroizi.

## Descriere
250374 Jírovec este un asteroid din centura principală de asteroizi. A fost descoperit pe 17 octombrie 2003 la Observatorul Kleť, în cadrul proiectului KLENOT. Asteroidul prezintă o orbită caracterizată de o semiaxă mare de 2,32 ua, o excentricitate de 0,16 și o înclinație de 3,6° în raport cu ecliptica.